# Arcebispo de Dublin (Igreja da Irlanda)
O Arcebispo de Dublin é um bispo sênior na Igreja da Irlanda, ficando atrás apenas do Arcebispo de Armagh. O arcebispo é o bispo diocesano das dioceses unidas de Dublin e Glendalough e o bispo metropolitano da Província de Dublin, que cobre a metade sul da Irlanda, e ele é denominado Primaz da Irlanda (o arcebispo de Armagh é o "Primaz de Toda a Irlanda").
O trono do arcebispo (cathedra) fica na Catedral da Santíssima Trindade  no centro de Dublin. O titular, desde 11 de maio de 2011, é Michael Jackson que assina como +Michael DUBLIN.

## História
A diocese de Dublin foi formalmente estabelecida por Sigtrygg (Sitric) Silkbeard, Rei de Dublin em 1028,  e o primeiro bispo, Dúnán, foi consagrado aproximadamente no mesmo ano. A diocese de Dublin estava sujeita à Província da Cantuária até 1152. No Sínodo de Kells, realizado em março de 1152, Dublin foi elevada a uma província eclesiástica com o arcebispo de Dublin tendo jurisdição sobre os bispos de Ferns, Glendalough, Kildare, Leighlin e Ossory. Em 1214, as dioceses de Dublin e Glendalough foram unidas, o que foi confirmado pelo Papa Inocêncio III em 25 de fevereiro de 1216 e pelo Papa Honório III em 6 de outubro de 1216. Após a Reforma, há sucessões apostólicas de arcebispos da Igreja da Irlanda e da Igreja Católica Romana.